# Emil Rosenthal
Emil Rosenthal (* 4. Oktober 1899 in München; † 3. Februar 1944 im KZ Theresienstadt) war ein deutscher Filmschaffender.

## Leben
Emil Rosenthal war ein Sohn des Münchner Rechtsanwalts und Justizrats Wilhelm Rosenthal (1870–1933) und seiner ersten Ehefrau Lisette, geborene Billmann (1874–1927). Wilhelm Rosenthal war 1896 zur Anwaltschaft zugelassen worden und führte in München eine Kanzlei zusammen mit Max Perles. Er gehörte dem Akademisch-dramatischen Verein an und vertrat viele Mitglieder, zu denen u. a. Arthur Kutscher, Thomas Mann und Erich Mühsam gehörten, als Anwalt. Mit Eintrag vom 2. September 1905 im jüdischen Standesregister wurde Emils Zugehörigkeit zur jüdischen Gemeinde gestrichen. Zu diesem Zeitpunkt war er erst sechs Jahre alt, was darauf schließen lässt, dass der Austritt zusammen mit den Eltern erfolgte. Die Matrikel des Maximiliansgymnasiums in München, das er von 1909 bis 1912 besuchte, vermerkte als Religionszugehörigkeit „freireligiös“; in seinen Meldeunterlagen im Münchner Stadtarchiv ist die Religionszugehörigkeit von „isr.“ (israelitisch) auf „prot.“ (protestantisch) geändert. Emil Rosenthal wechselte ans Realgymnasium in München und legte dort das Abitur ab. 1916 wurde er als Offiziers-Aspirant zum 2. Bayerischen Infanterie-Regiment eingezogen und 1918 bei Kriegsende entlassen. Anschließend schrieb er sich für das Studium der Philosophie an der Universität München ein. 1925/26 hielt er sich in den Niederlanden und in Italien auf. 1926 heiratete er Margarete Bauer (Künstlername „Mary Bell“). Die Ehe wurde geschieden und Rosenthal heiratete in zweiter Ehe Regina Loose aus Berlin. 1935 wurde auch diese Ehe aufgelöst.

## Tätigkeit
Unter dem Künstlernamen „Kurt Rosen“ arbeitete Emil Rosenthal für die Münchner Lichtspielkunst AG (EMELKA), der zeitweise sein Vater als Direktor vorstand. Unter anderem fungierte er als Produktionsmanager der Verfilmung von Lessings Nathan der Weise (1922), Regie: Manfred Noa; mit u. a. Werner Krauss, Fritz Greiner, Carl de Vogt und Lia Eibenschütz sowie als Co-Regisseur im Film Der Weg zum Licht von 1923, Regie: Géza von Bolváry, mit u. a. Emil Fenyö, Gustav Fröhlich und Fritz Greiner. 1932 ging die EMELKA in Konkurs; die Aktien wurden von der Bavaria Film AG übernommen. 1933 verließen viele EMELKA-Mitarbeiter Deutschland, darunter die Regisseure Ewald André Dupont, Karl Grune, Max Ophüls, der Kameramann Franz Planer und die Schauspieler Therese Giehse, Kurt Horwitz und Fritz Kortner. Emil Rosenthal blieb und war noch 1938 in München, Corneliusstraße 1, gemeldet. Im April 1942 hielt er sich im Krankenhaus der Israelitischen Kultusgemeinde auf, wurde verhaftet, am 3. Juni 1942 nach Theresienstadt deportiert und dort ermordet.
Emils Bruder Karl Ernst Rosenthal (1901–1985) emigrierte im Juni 1933 nach Palästina; die Schwester Grete (geb. 1902, gest. nach 1934) meldete sich 1934 nach Berlin ab; weiteres ist nicht bekannt.